# Hydraena pretneri
Hydraena pretneri är en skalbaggsart som beskrevs av Chiesa 1927. Hydraena pretneri ingår i släktet Hydraena och familjen vattenbrynsbaggar. Inga underarter finns listade i Catalogue of Life.